# Olivenita
L'olivenita és un mineral de la classe dels arsenats que pertany al grup Olivenita. Rep el seu nom del seu característic color verd oliva. És un mineral secundari de coure relativament comú, termodinàmicament molt estable que es troba a les zones oxidades de dipòsits de coure riques en arsènic.
És l'equivalent amb coure de l'adamita, formant part de la sèrie Adamita-Olivenita, en què la substitució gradual del coure per zinc va donant els diferents minerals de la sèrie. No s'ha de confondre amb la zincolivenita, que és una espècie química i estructuralment diferent, amb una proporció definida de Zn:Cu.
Segons la classificació de Nickel-Strunz, l'olivenita pertany a «08.BA: Fosfats, etc. amb anions addicionals, sense H₂O, només amb cations de mida mitjana, (OH, etc.):RO₄ sobre 1:1» juntament amb els següents minerals: ambligonita, montebrasita, tavorita, triplita, zwieselita, sarkinita, triploidita, wagnerita, wolfeïta, stanĕkita, joosteïta, hidroxilwagnerita, arsenowagnerita, holtedahlita, satterlyita, althausita, adamita, eveïta, libethenita, zincolibethenita, zincolivenita, auriacusita, paradamita, tarbuttita, barbosalita, hentschelita, latzulita, scorzalita, wilhelmkleinita, trol·leïta, namibita, fosfoel·lenbergerita, urusovita, theoparacelsita, turanita, stoiberita, fingerita, averievita, lipscombita, richel·lita i zinclipscombita.
Va ser descoberta el 1820 a la mina Carharrack, Cornualla (Anglaterra).